# Maxime Marotte
Maxime Marotte (* 5. Dezember 1986 in Mulhouse) ist ein französischer Radrennfahrer, der im Cross-Country aktiv ist.

## Werdegang
Erste Erfolge erzielte Marotte im Nachwuchsbereich. Er gewann die Bronzemedaille bei den Mountainbike-Weltmeisterschaften 2004 im Cross-Country (XCO) der Junioren, 2008 wurde er Französischer Meister in der U23. Anfang der 2010er Jahre war Marotte festes Mitglied der französischen Cross-Country-Staffel. Mit dem Team gewann er mehrere Medaillen bei den UCI-Mountainbike-Weltmeisterschaften und UEC-Mountainbike-Europameisterschaften, in den Jahren 2011 und 2014 wurde er jeweils Welt- und Europameister.
Im UCI-Mountainbike-Weltcup ist Marotte seit 2013 konstant unter den Top 10 der Weltcup-Gesamtwertung im Cross-Country zu finden, seine bisher beste Platzierung war ein zweiter Platz beim Saisonauftakt 2022 in Brasilien. Daneben erzielte er eine Vielzahl weiterer Podiumsplatzierungen, ein Sieg blieb ihm bisher jedoch verwehrt.
Neben dem Weltcup gewann er eine Reihe von Rennen der horse class, unter anderem das Ötztaler Mountainbike Festival. Bei den Olympischen Sommerspielen 2016 belegte er den 4. Platz im Cross-Country. Auf nationaler Ebene wurde er Meister im Cross-Country XCO und Mountainbike-Marathon XCM. Die Saison 2016 und 2017 beendete er jeweils als Dritter der Weltrangliste.

## Erfolge
| 2004 - Weltmeisterschaften (Junioren) – Cross-Country XCO 2008 - Französischer Meister (U23) – Cross-Country XCO 2010 - Französischer Meister – Marathon XCM 2011 - Weltmeister – Staffel XCR - Europameister – Staffel XCR 2012 - Weltmeisterschaften – Staffel XCR 2013 - Weltmeisterschaften – Staffel XCR 2014 - Weltmeister – Staffel XCR - Europameister – Staffel XCR | 2015 - Französischer Meister – Marathon XCM 2016 - Internazionali d’Italia Series - Trofeo Delcar (HC) 2017 - Französischer Meister – Cross-Country XCO - French Cup Lons-le-Saunier (HC) - Hadleigh Park (HC) 2018 - Ötztaler Mountainbike Festival (HC) - French Cup Marseille (HC) 2019 - French Cup SKF Marseille (HC) 2021 - Französischer Meister – Cross-Country XCO 2023 - Französischer Meister – Short Track XCC |